# Mordellistena rufifrons
Mordellistena rufifrons är en skalbaggsart som beskrevs av Friedrich Julius Schilsky 1894. Mordellistena rufifrons ingår i släktet Mordellistena, och familjen tornbaggar. Arten har ej påträffats i Sverige.